# Condado de Gálvez

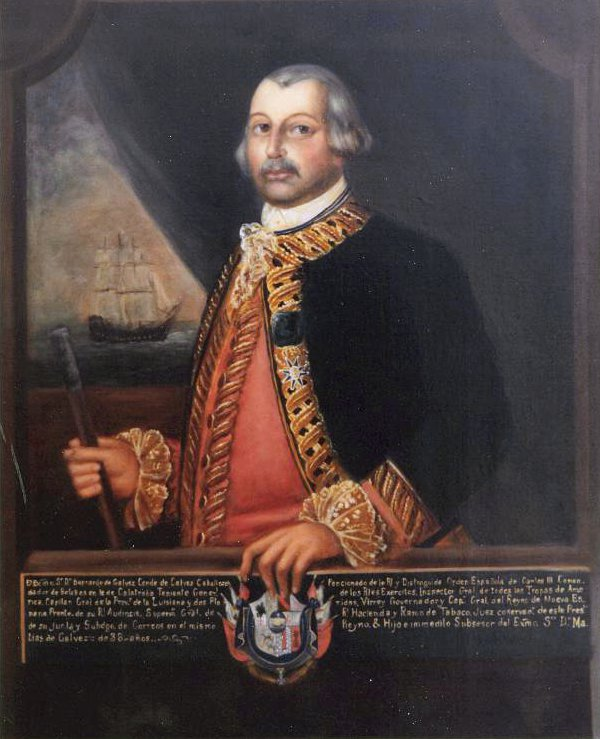
Bernardo de Gálvez.

Condado de Gálvez, título creado por el rey Carlos III a favor de don Bernardo de Gálvez y Madrid y concedido con el Vizcondado de Gálvez-Town (Texas), por Real Cédula de 28 de mayo de 1783 en agradecimiento de los méritos heroicos militares en la batalla de Pensacola.

## Condado de Gálvez
|                         | Titular                                     | Periodo                 |
| Creación por Carlos III | Creación por Carlos III                     | Creación por Carlos III |
| ----------------------- | ------------------------------------------- | ----------------------- |
| I                       | Bernardo de Gálvez y Madrid                 | 1746-1786               |
| II                      | Miguel de Gálvez y Saint-Maxent             | 1786-1825               |
| III                     | Matilde de Gálvez y Saint-Maxent            | 1803-1825               |
| IV                      | Paulina Capece Minutolo y Gálvez            | 1803-1877               |
| V                       | Ernesto del Balzo Capece Minutolo           |                         |
| VI                      | Adelaida del Balzo Capece Minutolo          |                         |
| VII                     | Luis Alarcón de la Lastra                   | 1955-1971               |
| VIII                    | Joaquín de Alarcón de la Lastra y Domínguez | 1973-1990               |
| IX                      | Pedro Mª Alarcón de la Lastra y Romero      | 1991-                   |

- I Conde de Gálvez. Bernardo de Gálvez y Madrid (1746-1786), hijo de Matías de Gálvez y Gallardo (1717-1784), Virrey de Nueva España y de doña María Josefa de Madrid. Bernardo de Gálvez y Madrid fue Virrey de Nueva España, casado con doña Felicitas de Saint-Maxent.

Bernardo de Gálvez y Madrid desempeñó un importante papel en la independencia de Estados Unidos
El Congreso de Estados Unidos aprobó, en votación unánime, el 5 de diciembre de 2014, el nombramiento de Bernardo de Gálvez como Ciudadano Honorario de Estados Unidos, uno de los títulos más importantes del país que sólo ostentan otras siete personas. Así suma su nombre al de Winston Churchill, la madre Teresa de Calcuta o el general La Fayette. El reconocimiento, promovido desde hace años por la ciudad de Pensacola, y distintas asociaciones, llega justo cuatro días antes de que el cuadro del héroe español cuelgue del Capitolio, tal y como se acordó en una resolución de 1783 nunca cumplida. Sus restos reposan en la iglesia de San Fernando, en la Ciudad de México, junto a las cenizas de su padre.
- II Conde de Gálvez. Miguel de Gálvez y Saint-Maxent (1786-1825).[4]

- III Condesa de Gálvez. Matilde de Gálvez y Saint-Maxent. III Marquesa de Sonora y casada con Raimondo Capece Minutolo, de los Príncipes de Canosa.

- IV Condesa de Gálvez. Paulina Capece Minutolo (1803-1877). IV Marquesa de Sonora y casada con don Franceso del Balzo.

- V Conde de Gálvez. Ernesto del Balzo (1845-1930), VII Duque de Caprigliano, I Duque del Balzo, V Marqués de la Sonora, casado con lady Dorothea Walpole, hija del IV Conde de Orford.

- VI Condesa de Gálvez. Adelaida del Balzo (1843-1932),[5] VI Marquesa de Sonora y Princesa de Strongoli. Dama de la Reina Margarita de Italia.

## Rehabilitación del título de Conde de Gálvez
Luis Alarcón de la Lastra, Marqués de Rende (título siciliano rehabilitado por Alarcón en 1968), solicitó la rehabilitación del título de Conde de Gálvez tal como se recoge en el Boletín Oficial del Estado Núm. 48 del 17 de febrero de 1950. Finalmente obtuvo la rehabilitación del título de Conde de Gálvez cinco años después, tal y como se recoge en el «BOE». Luis Alarcón de la Lastra, Marqués de Rende, pasó a ser el VII de Conde de Gálvez.
- VII Conde de Gálvez. Luis Alarcón de la Lastra, Marqués de Rende,[9] nacido el 24 de noviembre de 1891 (Sevilla), y fallecido el 19 de noviembre de 1971 (Sevilla), General de División artillero, empresario agrario y Ministro de Industria y Comercio de España durante el II Gobierno Nacional de España,[10] Diputado, procurador en Cortes, académico. El 24 de septiembre de 1970, el Ayuntamiento de Sevilla y el entonces Conde de Gálvez recibieron a la señora Warren Woodward presidenta de la Asociación Hijos de la Revolución Americana y a  una representación de 49 ciudadanos del Estado de Luisiana, para estrechar lazos con los descendientes del I Conde de Gálvez y héroe de la independencia norteamericana[11]

- VIII Conde de Gálvez. El condado de Gálvez pasó, en 1973, a Joaquín de Alarcón de la Lastra y Domínguez, hijo de Luis Alarcón de la Lastra y de  Catalina Domínguez y Pérez de Vargas[12] con el título de Conde de Gálvez.

- IX Conde de Gálvez. Por Orden de 3 de octubre de 1991, el Ministerio de Justicia del Reino de España manda expedir, sin perjuicio de tercero de mejor derecho, Real Carta de Sucesión en el título de Conde de Gálvez a Pedro María Alarcón de la Lastra y Romero.[13]

## Panteón de los Galvez
En la cripta panteón de  iglesia parroquial de San Jacinto del pueblo de Macharaviaya (Málaga) se encuentra localizado el panteón familiar de los Galvéz, donde reposan los restos de miembros de la familia Gálvez, que vivieron en el siglo XVIII y XIX, entre ellos José de Gálvez, ministro de Indias y primer marques de Sonora, tío del primer conde de Gálvez.

## El erróneo palacio del Marqués de la Sonora de Málaga
Palacio del Marqués de la Sonora o de la Familia Gálvez es un edificio del siglo XVIII situado en número 61 de Calle Granada, en el centro histórico de Málaga, España.

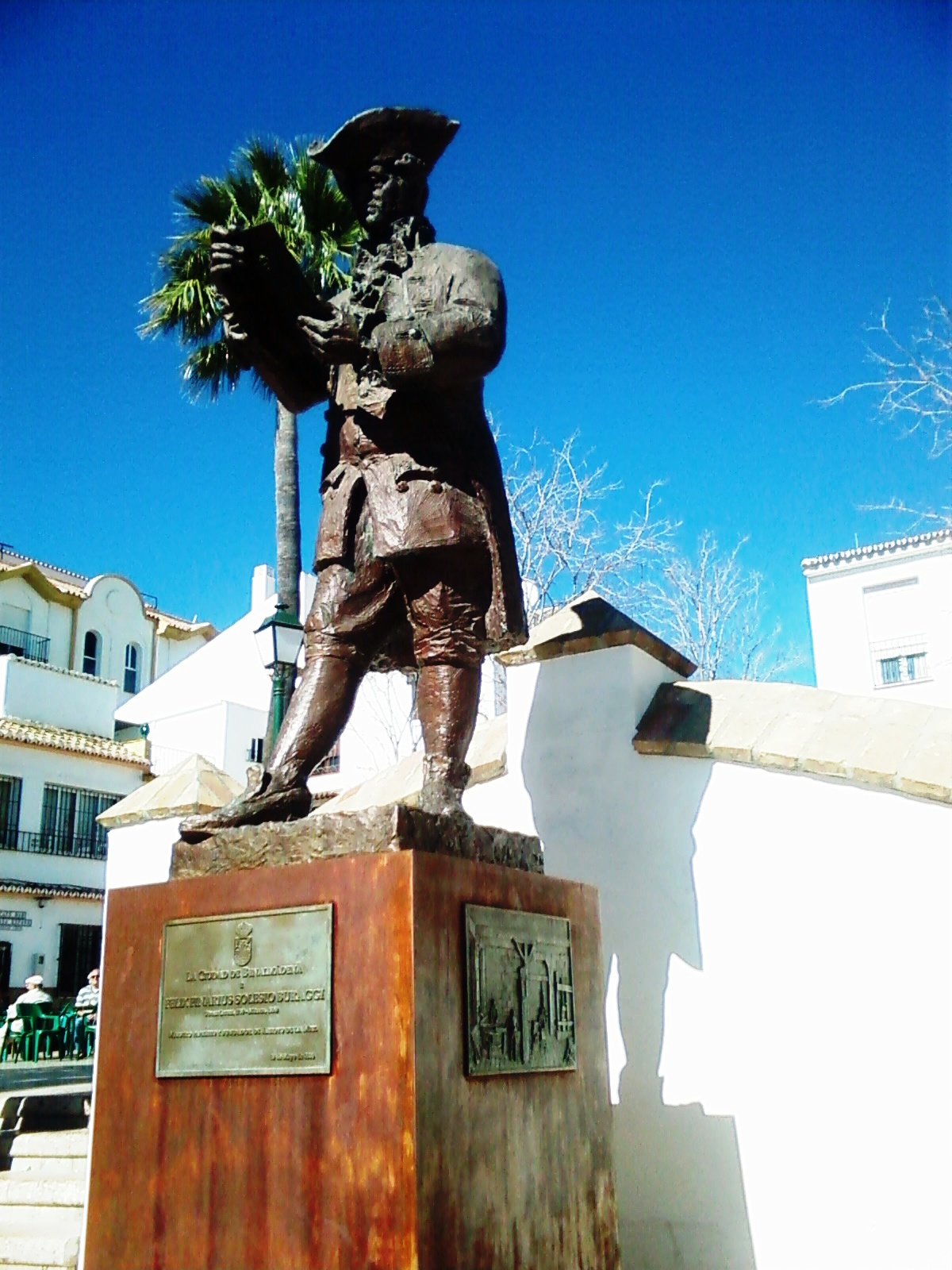
Félix Solesio, promotor de la construcción del Palacio. Escultura en Arroyo de la Miel.

Se ha pensado erróneamente que la propiedad del inmueble pasó a la familia Gálvez de Macharaviaya y aún hoy es también conocido como Palacio de los Gálvez. Narciso Díaz de Escovar escribió en un artículo que cuando el marqués de la Sonora iba a Málaga se alojaba en el Palacio de Solesio, cosa improbable dado que José de Gálvez murió en 1787, dos años antes de que comenzara la construcción del inmueble.
Fotografías del Archivo Temboury de 1946 muestran el edificio sin el escudo de los Gálvez que hoy remata la portada. Parece probable que el escudo procede del derribado palacio de los Gálvez de Macharaviaya, entonces propiedad de la condesa de Berlanga de Duero y podría haber sido donado para que fuera instalado en este edificio cuando erróneamente se pensaba que la relación de esta familia Gálvez con el inmueble de Calle Granada había sido muy grande. Por el contrario, el escudo de la familia Solesio, probablemente el original del edificio, se puede encontrar esculpido en piedra caliza en el chaflán de la esquina del palacio con el estrechamiento de calle. El edificio fue usado para el almacenamiento del papel elaborado en Arroyo de la Miel y de los naipes ya confeccionados en Macharaviaya listos para ser transportados, desde el Puerto de Málaga, al Nuevo Mundo. El comercio americano de naipes era monopolio de Solesio.
El palacio tampoco aparece entre los lugares visitados con motivo del hermanamiento entre las ciudades de Málaga y Mobile en 1965, que homenajea los lazos trazados por Bernardo de Gálvez entre las ciudades de ambos continentes.
Fue construido en 1789 por Félix Solesio en un ensanche de la calle Granada frente a la iglesia de Santiago Apóstol, cerca de la plaza de la Merced. En el proyecto sólo se hace referencia a un maestro de la obra, pero el estilo del edificio hace que haya sido atribuido a José Martín de Aldehuela.
Félix Solesio, un noble genovés de Finale Ligure que se instaló en la provincia de Málaga con un contrato real para instalar la Real Fábrica de Naipes en Macharaviaya y una factoría papelera en el Batán de San Carlos (razón por la que es considerado el fundador del núcleo benalmadense de Arroyo de la Miel), ordenó la construcción de este palacio en un recodo de la calle tras pedir permiso al Cabildo para su ensanche a fin de que los carruajes pudieran dar la vuelta donde antes había pequeñas casas.
En 1806, tras la expropiación del edificio, fue entregado a José Mariano del Llano y Catalina Archez, viuda de Bernardo Carrillo. Un folleto de 1939 nos indica que el edificio era usado como centro escolar del Colegio de señoritas titulado La Minerva.